# Eudactylina pusilla
Eudactylina pusilla är en kräftdjursart som beskrevs av R. Cressey 1967. Eudactylina pusilla ingår i släktet Eudactylina och familjen Eudactylinidae. Inga underarter finns listade i Catalogue of Life.